# Маковский уезд
Маковский уезд — административная единица в составе Ломжинской губернии Российской империи, существовавшая c 1867 года по 1919 год. Административный центр — город Маков.

## История
Уезд образован в 1867 году в составе Ломжинской губернии Российской империи. В 1919 году преобразован в Макувский повят Варшавского воеводства Польши.

## Население
По переписи 1897 года население уезда составляло 62 628 человек, в том числе в городе Маков — 7206 жит.

### Национальный состав
Национальный состав по переписи 1897 года:
- поляки — 51 415 чел. (82,1 %),
- евреи — 9436 чел. (15,1 %),
- русские — 1034 чел. (1,7 %),

## Административное деление
В 1913 году в состав уезда входило 8 гмин: 
| - Карнево — д. Карнево, - Красносельц — пос. Красносельц , - Пержаново — д. Червонка, - Плонявы — д. Плонявы, - Сельц — д. Малки, - Селюнь — пос. Рожан, - Смроцк — д. Шельково, - Сыпнево — д. Сыпнево, |